# Харвиа
Ха́рвиа — (фин. Harvio) посёлок в составе Мийнальского сельского поселения Лахденпохского района Республики Карелия.

## Общие сведения
Расположен на берегу реки Иййоки в 1 км от посёлка Лумиваара и в 14 км от города Лахденпохья.

## Население
| 2002 | 2009 | 2010 | 2013 |
| ---- | ---- | ---- | ---- |
| 2    | ↘1   | ↗4   | ↗6   |

## Улицы
- ул. Тихая